# Michael Almereyda
Michael Almereyda (* 7. April 1959 oder 1960 in Overland Park, Kansas) ist ein US-amerikanischer Regisseur und Drehbuchautor. 

## Leben
Almereydas Filmdebüt ist der Kurzfilm A Hero Of Our Time (1985) mit Dennis Hopper. Es folgte der skurrile Film Twister (1989) mit Harry Dean Stanton. Another Girl Another Planet (1992) erhielt von der National Society of Film Critics eine lobende Erwähnung als gelungener Experimentalfilm. Der Schwarzweiß-Vampirfilm Nadja (1994) wurde von David Lynch produziert, der meinte: „Ich habe diesen Film wegen Michael Almereyda produziert. [...] Ich unterstütze ihn gern, denn für mich zählt er zu den besten unabhängigen New-Wave-Regisseuren Amerikas.“
Es folgte im Jahr 2000 eine Adaption des Theaterstücks Hamlet von William Shakespeare und 2005 drehte er den Dokumentarfilm William Eggleston in the Real World über den US-amerikanischen Fotografen William Eggleston.
2018 wurde er bei den 75. Internationalen Filmfestspielen von Venedig als Jurymitglied der Sektion Orizzonti berufen.
Almereyda ist der Bruder der Schauspielerin Spencer Kayden.

## Auszeichnungen
Almereyda bekam die Fun Trophy auf dem Gérardmer Film Festival 1994 für Nadja verliehen. Für denselben Film wurde er für den Independent Spirit Award 1996 als bester Regisseur und für den Großen Preis der Jury auf dem Sundance Film Festival 1995 nominiert. Darüber hinaus wurde er für Nadja als bester Regisseur auf dem Sitges Festival Internacional de Cinema Fantàstic de Catalunya 1995 ausgezeichnet. Trance erhielt drei Jahre später auf demselben Festival eine Nominierung als bester Film. Im Jahr 2000 wurde Almereydas Hamlet für den Goldenen Leoparden des Locarno International Film Festivals nominiert.

## Filmografie (Auswahl)

### Regisseur
- 1989: Twister – Keine ganz normale Familie
- 1994: Nadja
- 1998: Trance
- 2000: Hamlet
- 2002: Happy Here and Now
- 2005: William Eggleston in the Real World (Dokumentarfilm)
- 2008: New Orleans, Mon Amour
- 2014: Anarchie (Cymbeline)
- 2015: Experimenter – Die Stanley Milgram Story (Experimenter)
- 2017: Marjorie Prime
- 2017: Escapes (Dokumentarfilm)
- 2020: Tesla

### Drehbuchautor
- 1987: Cherry 2000
- 1989: Twister – Keine ganz normale Familie
- 1991: Bis ans Ende der Welt
- 1994: Nadja
- 1995: Search and Destroy
- 1998: Trance
- 2014: Anarchie (Cymbeline)
- 2015: Experimenter – Die Stanley Milgram Story (Experimenter)
- 2017: Marjorie Prime
- 2017: Escapes (Dokumentarfilm)
- 2020: Tesla

### Kurzfilme
- 1985: A Hero Of Our Time
- 1993: Aliens
- 1998: The Rocking Horse Winner
- 2011: The Great Gatsby in Five Minutes
- 2012: The Ogre's Feathers
- 2013: The Man Who Came Out Only at Night
- 2018: The North Wind’s Gift